# دائرة عين الدفلى
دائرة عين الدفلى إحدى دوائر  ولاية عين الدفلى الجزائرية .  عاصمتها هي عين الدفلى  وتضم بلديات  : 
- عين الدفلى